# João Mário Grilo
João Mário Lourenço Bagão Grilo (nascut el 8 de novembre de 1958) és un portuguès director de cinema, autor i professor, nascut a Figueira da Foz. Va estudiar economia a la Universitat de Coimbra però va abandonar els estudis. El 1983 es va graduar en sociologia a l'ISCTE de Lisboa i el 1994 va obtenir un Ph.D. en ciències de la comunicació a la Universitat NOVA de Lisboa. És professor titular del Departament d'Estudis de Comunicació de la Universitat NOVA de Lisboa, on, entre altres cursos, imparteix classes de Filmologia i Direcció de Cinema.
El seu primer llargmetratge va guanyar el premi Georges Sadoul a la Mostra Internacional de Cinema de Venècia.

## Filmografia
- Maria, 1978-9
- A Estrangeira, 1982
- O Processo do Rei, 1989
- O Fim do Mundo, 1992
- Saramago: Documentos, 1994
- Os Olhos da Ásia, 1996
- Longe da Vista, 1998
- 451 Forte, 2000
- A Falha, 2002
- Prova de Contacto, 2003
- O Tapete Voador, 2005
- Duas Mulheres, 2009
- A Vossa Casa, 2012
- O Grande Auditório - Memorial de uma Obra, 2014
- Viagem aos Confins de um Sítio Onde Nunca Estive, 2014
- A Vossa Terra, 2016
- Não Esquecerás, 2016